# TeamTO
TeamTO è uno studio d'animazione francese indipendente che produce serie TV, cartoni animati e progetti cinematografici. Con sede a Parigi, ha un secondo stabilimento di produzione a Bourg-les-Valence, con uffici a Los Angeles, California, Stati Uniti, Pechino, Cina, Londra, Inghilterra, Regno Unito. Lo studio è stato fondato nel 2005 da Guillaume Hellouin, Corinne Kouper e Caroline Souris.

## Filmografia

### Serie TV animate
- 2007: Zoé Kézako (stagione 2)
- 2009: Hareport
- 2010: The Numtums
- 2010: Babar e le avventure di Badou (stagione 1-3)
- 2010: Codice Angelo (Stagione 1-4)[2]
- 2010: Oscar's Oasis
- 2011: Plankton Invasion
- 2013: Rabbids: Invasion (Stagione 1-3)
- 2015: Sofia la principessa (Stagione 3-4)
- 2016: Skylanders Academy (stagioni 1-3)[3]
- 2016: Elena di Avalor
- 2016: L'apprendista cavaliere
- 2018: PJ Masks - Superpigiamini (stagione 2-5)
- 2019: Mike il carlino
- 2019: Ricky Zoom
- 2021: City of Ghosts
- 2021: Presto! School Of Magic
- 2022: Kit e Sam - Misteri del regno animale
- 2022: Jade Armor[4]

### Cortometraggi animati
- 2008: Le Dilemme du beurre

### Servizi
- 2011: La Minute du Chat (produttore esecutivo   : Salve come va   ? )
- 2012: Rabbids Invasion (produttore esecutivo   : Ubisoft, France Télévisions )
- 2017: Welcome to My Life (produttore esecutivo: Cartoon Network )

### Lungometraggi
- Yellowbird (2014)
- Angelo the Movie (TBA)

### In sviluppo
- Joe Giant[5] (serie TV 26x26 ') (TBA)
- HeroEEK! (TBA)
- Tiny island (TBA)
- Vacci piano Mike[1](TBA)

## Nomine e premi
- Codice Angelo, Selezione per l'International Emmy Kids Award come miglior serie TV animata per bambini, USA[6]